# Rita Benton
Pour les articles homonymes, voir Benton.
Rita Benton (née Rita Beatrice Rosenfeld ; New York, 18 juin 1918 – 23 mars 1980) est une musicologue américaine, connue pour le catalogue thématique des œuvres du compositeur Ignace Pleyel. Elle est également éditrice de nombreuses partitions (Pleyel et Debussy), traductrice vers l'anglais et préfacière.

## Biographie
Rita Benton commence ses études au Bachelor College de Hunter (État de New York) dont elle est diplômée en 1939 ; elle obtient également un diplôme de piano à la Juilliard School. À l'occasion d'un voyage en France elle rencontre le neuropsychologue Arthur Lester Benton (1909–2006) qui se voit confier en 1948, un poste de professeur à l'Université de l'Iowa. Rita effectue sa maîtrise de musicologie à l'école de musique de l'université et est reçue en 1951.
L'année suivante elle participe au catalogage des fonds musicaux ; mais ses responsabilités s’étendent à la gestion et à l'acquisition, jusqu'à être nommée responsable du département musique en 1957 (jusqu'en 1975), tout en étant professeur de musicologie à l'université jusqu'à sa mort.
Parallèlement elle poursuit sous la direction de Albert T. Luper, ses recherches en vue de son doctorat en 1961, avec pour sujet, le compositeur Hüllmandel. Elle est secrétaire de la Société américaine de musicologie (1972).
En 1977, est publié son ouvrage majeur : « Ignace Joseph Pleyel: A Thematic Catalogue of his Compositions ». Le livre reçoit immédiatement le prix de la meilleure bibliographie par la Music Library Association.
En tant qu'éditrice, elle a supervisé les premiers volumes du Répertoire des bibliothèques de recherche musicale. Elle écrit des articles pour diverses publications, telles Fontes artis musicae (dont elle devient la rédactrice en chef en 1976), Music & Letters et Musical Quarterly. À titre posthume en 1990, est publié un autre ouvrage, complété par Jeanne Halley, sur Pleyel éditeur de musique,.
Les archives Rita Benton, allant de 1952 à 1978, sont conservées à la bibliothèque de l'Université de l'Iowa.

## Hommage
Le département de la bibliothèque de l'école de musique de l'université de l’Iowa (University of Iowa School of Music) est nommée Rita Benton Music Library (« bibliothèque musicale Rita Benton ») en septembre 1980 « en reconnaissance des services à cette université et de ses contributions à la musicologie ».

## Écrits

### Ouvrages
- (en) Ignace Pleyel : A Thematic Catalogue of his Compositions, New York, Pendragon Press, coll. « Thematic catalogues » (no 2), 1977, xxviii-482 (ISBN 978-0918728043, OCLC 681115490)[5]
- Nicolas Joseph Hüllmandel and French instrumental music in the second half of the eighteenth century
- French song from Berlioz to Duparc; the origin and development of the mélodie
- (en) Rita Benton et Jeanne Halley (complété par), Pleyel as music publisher : a documentary sourcebook of early 19th-century music, Stuyvesant, Pendragon Press, coll. « Annotated reference tools in music » (no 3), 1990, xxviii-398 (OCLC 679035883)

### Articles
- « Nicolas-Joseph Hüllmandel (1756-1823) : quelques aspects de sa vie et de son œuvre », Revue de musicologie, décembre 1961 vol. 47, p. 177–194.
- (en) « Nicolas-Joseph Hüllmandel's Article on the Clavecin in the Encyclopédie Méthodique », The Galpin Society Journal, 1962, p. 34–44 [lire en ligne].
- (en) « Jean-Frederic Edelmann, a Musical Victim of the French Revolution », The Musical Quarterly, 1964, vol. 50, no 2, p. 165–187.
- (en) « Ignace Pleyel, Disputant », Fontes Artis Musicae, janvier-avril 1966, vol. 13 no 1, p. 21-24 [lire en ligne]
- (en) « London Music in 1815, as seen by Camille Pleyel », Music & Letters, 1966, vol. 47, no 1, p. 34–47.
- (en) « À la recherche de Pleyel perdu, or Perils, Problems, and Procedures of Pleyel Research », Fontes artis musicae, 1970, vol. 17, no 1/2, p. 9–15 [lire en ligne].
- (en) « Pleyel bibliotheque musicale » Music Review vol. 36 no 1 (1975), p. 1-4.
- « J.-J. Imbault (1753–1832), violoniste et éditeur de musique à Paris », Revue de Musicologie, vol. 62, no 1,‎ 1976, p. 86–103 (ISSN 0035-1601, OCLC 5556249017, DOI 10.2307/928566, lire en ligne)
- (en) « Pleyel as Music Publisher », Journal of the American Musicological Society, 1979, vol. 32, no 1, p. 125–140.

Rita Benton rédige des articles encyclopédiques pour The New Grove Dictionary of Music and Musicians, notamment, Pleyel, Ignace Joseph et Libraries.

### Éditions et traductions
Les travaux de traduction de Benton sont orientés vers la mélodie française dont elle traduit les poèmes de Paul Verlaine, Charles Baudelaire, etc. et la traduction d'articles, notamment de François Lesure.
- French song from Berlioz to Duparc [« la Mélodie française de Berlioz à Duparc »], Mineola, Dover Publications 1970, rééd. 2012 (OCLC 804491580) — édition du musicologue néerlandais Frits Noske et traduction de Rita Benton.
- Claude Debussy, Songs : 1880-1904 (« Mélodies »), New York, Dover Publications 1981 (OCLC 490423419) — Fac-similé de partitions parues chez E. Girod, A. Durand, J. Hamelle, E. Fremont entre 1888 et 1905. Traduction en anglais et préface de Rita Benton.
- Earl Kim, Three poems in French : for soprano and string quartet sur des poèmes de Paul Verlaine (En sourdine, Colloque sentimental) et Charles Baudelaire (Recueillement) - Merion Music, Theodore Presser 1992 (OCLC 31463043) — Traduction de Rita Benton.
- Jean-Jérôme Imbault, Catalogue thématique des ouvrages de musique [c. 1792], Genève, Minkoff Reprint, 1980 (2e reprint), 284p.  (OCLC 150476606) — introduction de Rita Benton.

Elle participe également en tant qu'éditrice, aux éditions du Répertoire international des sources musicales (RISM C), publiées par la Société internationale de musicologie et de l'Association internationale de bibliothèques musicales (OCLC 493664681 et 644117680), (OCLC 644612140 et 907139491), etc.